# Badhamia
Genre
Badhamia est un genre de Mycétozoaires (anciennement les Myxomycètes) de la famille des Physaraceae. Cosmopolite, ce genre est caractérisé par ses spores agglutinées en amas (nommés « badhamoïdes ») et une couche interne du sporangium composée de tubules calcaires uniformes.

## Description

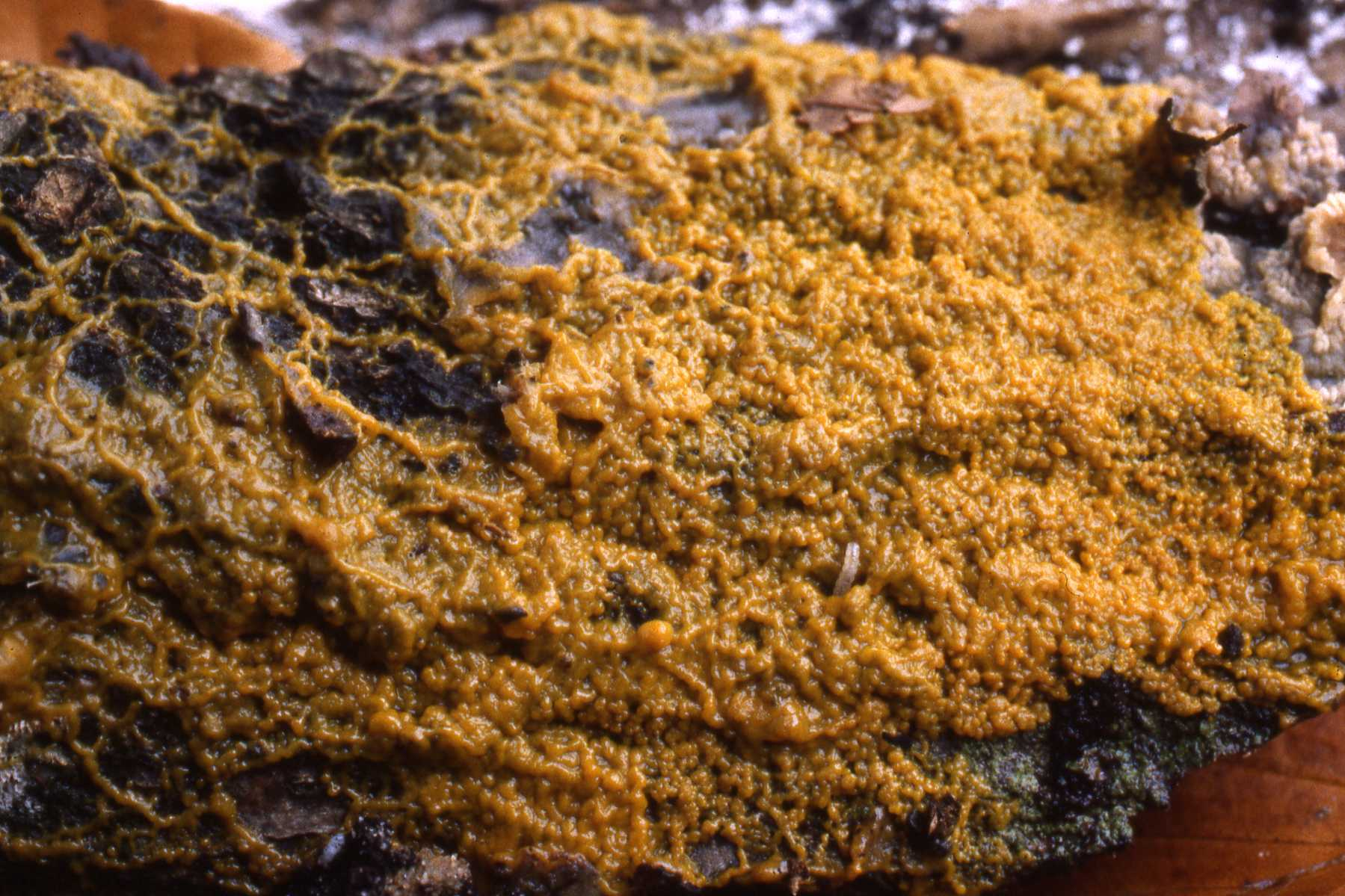
Plasmodium (forme végétative) de Badhamia utricularis

Décrit pour la première fois en 1853 par le botaniste et mycologue britannique Miles Joseph Berkeley, le genre Badhamia a pour espèce type Badhamia capsulifera.
Ses formes végétatives sont des plasmodium.
Ses fructifications sont des sporangium sans pédoncules (ou exceptionnellement). La couche externe (le péridium) est mince ; la présence de nodules calcaires variant de nulle à fortement incrusté. La couche interne (le capillitium) est formée par un réseau de tubules calcaires parallèles garnis de peu à de nombreux nœuds à peine reliés entre eux. Le pied (stipe), lorsqu'il est présent, varie de très court à robuste. La tige à l'intérieur du sporangium (la columella) est absente. Les spores noires sont agglutinées ou libres.
La définition originelle de Berkeley est plus précise. Elle se limite aux espèces ayant des spores regroupées en amas caractéristiques nommés « badhamoïdes ». Sur les six espèces alors reconnues par Berkeley, trois, B. capsulifera, B. utricularis et B. nitens, mais aussi B. versicolor, B. papaveracea et B. populina, constituent un groupe générique cohérent. Parmi les espèces restantes, certains spécimens ont un capillitium badhamioïde typique, tandis qu'il est très irrégulier chez d'autres spécimens d'une même espèce, avec en plus des spores libres. Ces derniers spécimens étant alors proche du genre Physarum, la question de leur transfert s'est posée. Après examen dans les années 1970, les espèces typiques de Badhamia doivent combiner des spores agglutinées avec un capillitium uniformément tubulaire. 

## Distribution
Le genre Badhamia est présent dans le monde entier. L'espèce la plus commune est Badhamia affinis. 

## Ensemble des espèces
Sont regroupées ici l'ensemble des espèces reconnues selon Index Fungorum (sauf exceptions). Les espèces annotées d'un « F » sont présentes en France métropolitaine  selon l'INPN.
- Badhamia affinis (F)
- Badhamia apiculospora
- Badhamia bibasilis
- Badhamia bispora
- Badhamia calcaripes
- Badhamia capsulifera (F)
- Badhamia cavernispora
- Badhamia cinarescens
- Badhamia crassipella
- Badhamia curtisii
- Badhamia delicatula
- Badhamia dubia (F)
- Badhamia flavoglauca
- Badhamia foliicola (F)
- Badhamia goniospora[4]  (F)
- Badhamia grandispora
- Badhamia lilacina (F)
- Badhamia macrospora
- Badhamia melanospora (F)
- Badhamia nitens (F)
- Badhamia ovispora[5] (F)
- Badhamia grandispora
- Badhamia panicea (F)
- Badhamia populina (F)
- Badhamia pseudonitens
- Badhamia rhytidosperma
- Badhamia rubiginosa
- Badhamia rugulosa (F)
- Badhamia spinispora
- Badhamia utricularis (F)
- Badhamia versicolor (F)
- Badhamia viridescens

Quelques représentants du genre Badhamia
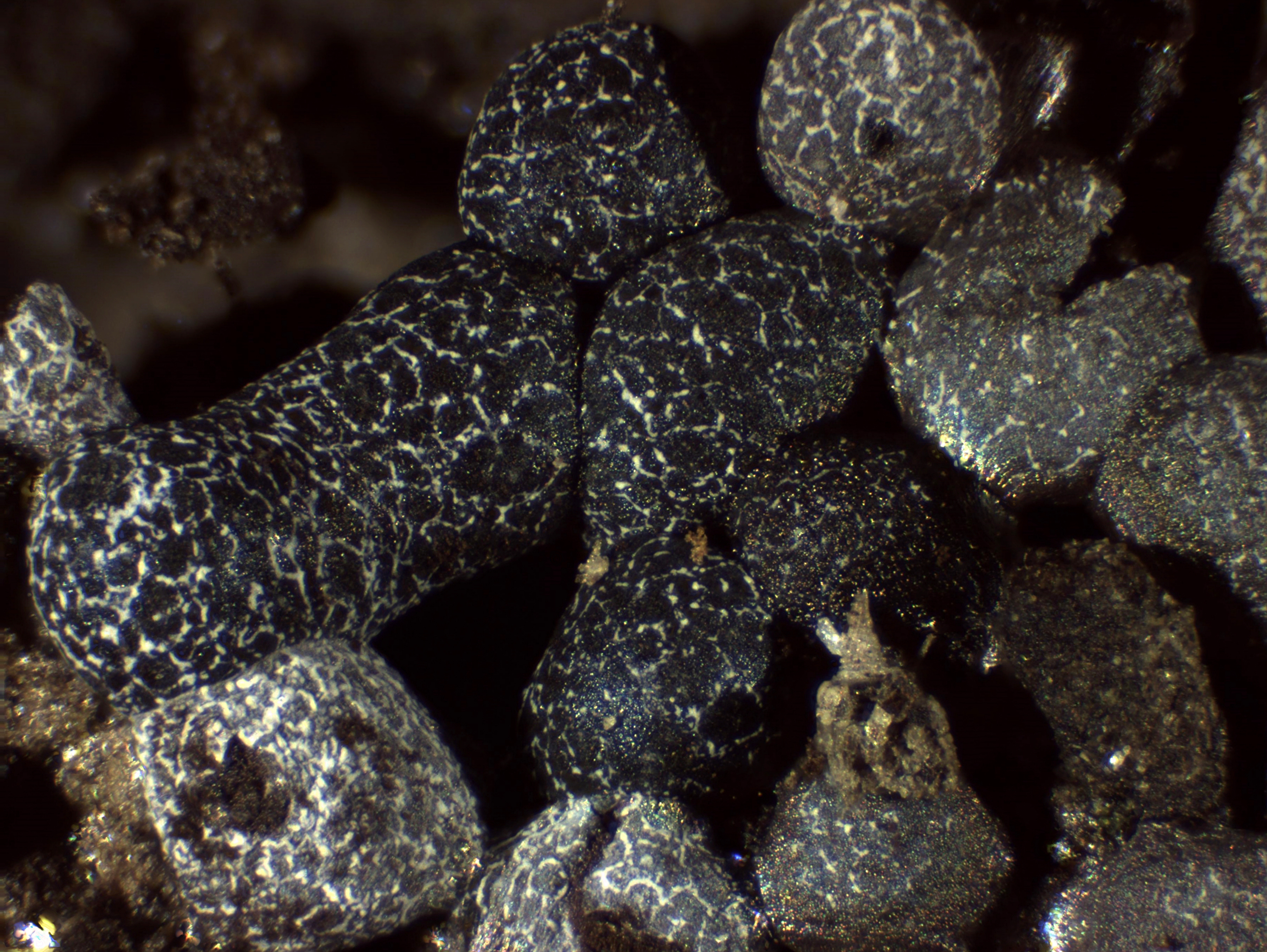
Badhamia apiculospora
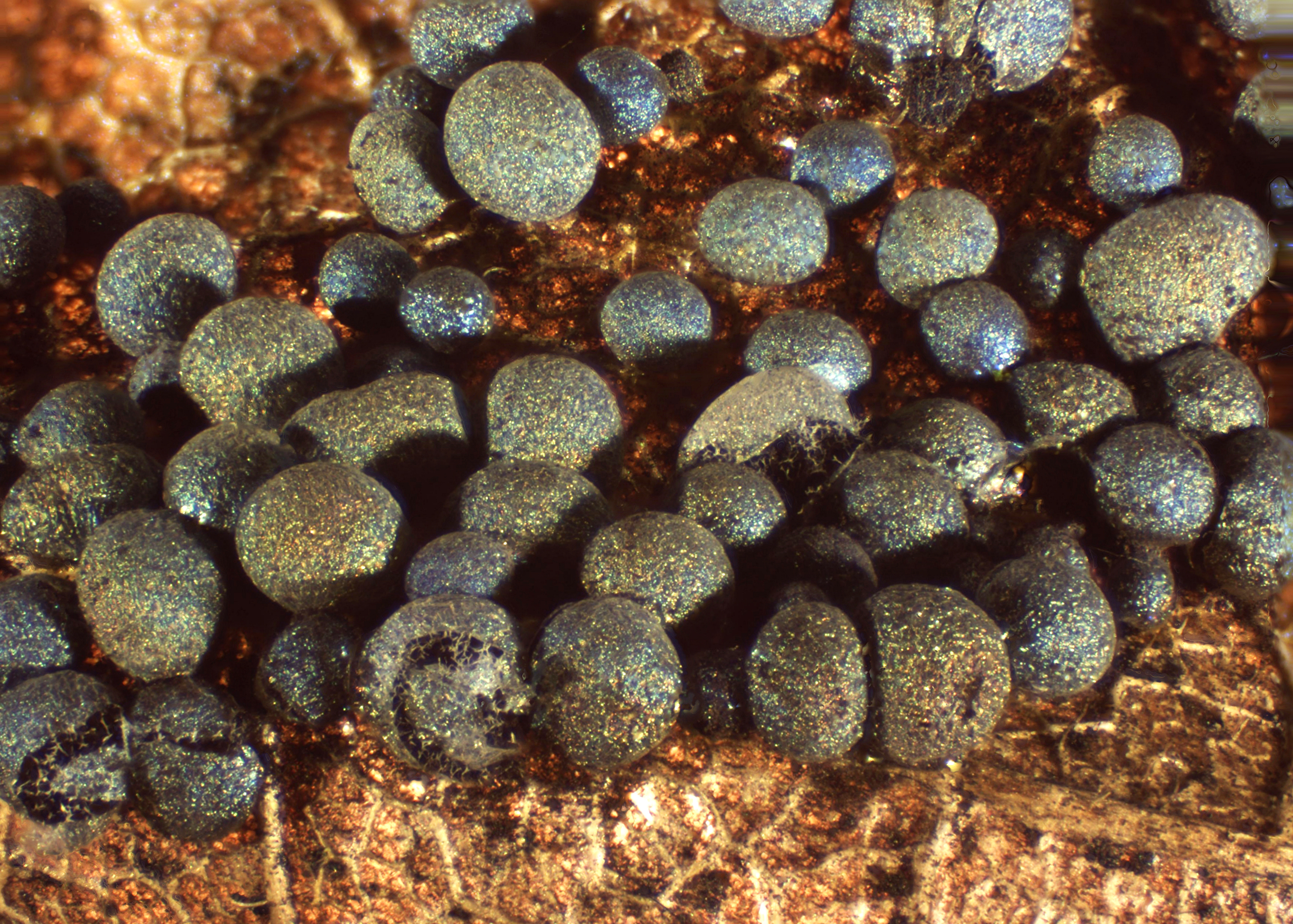
Badhamia dubia
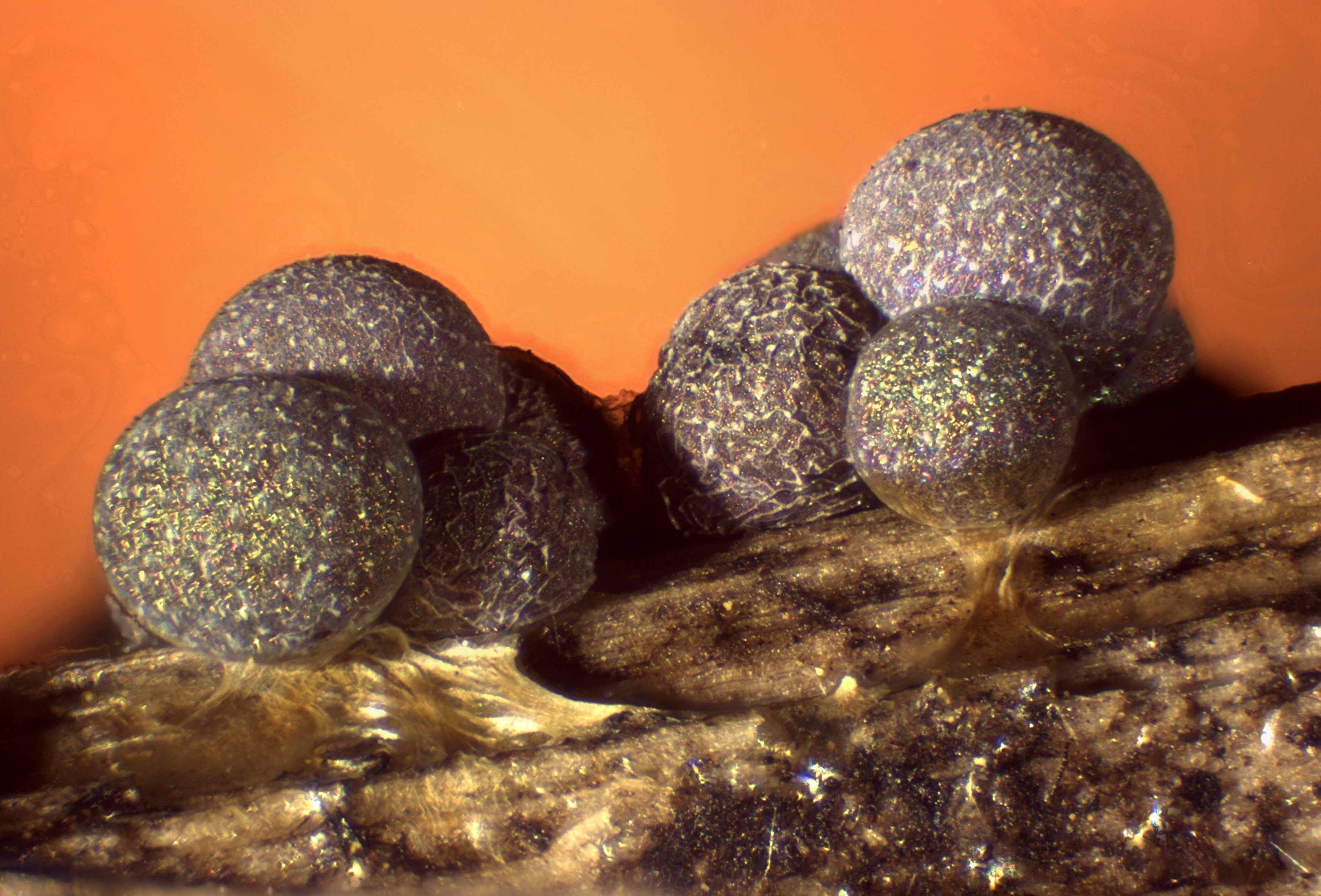
Badhamia foliicola
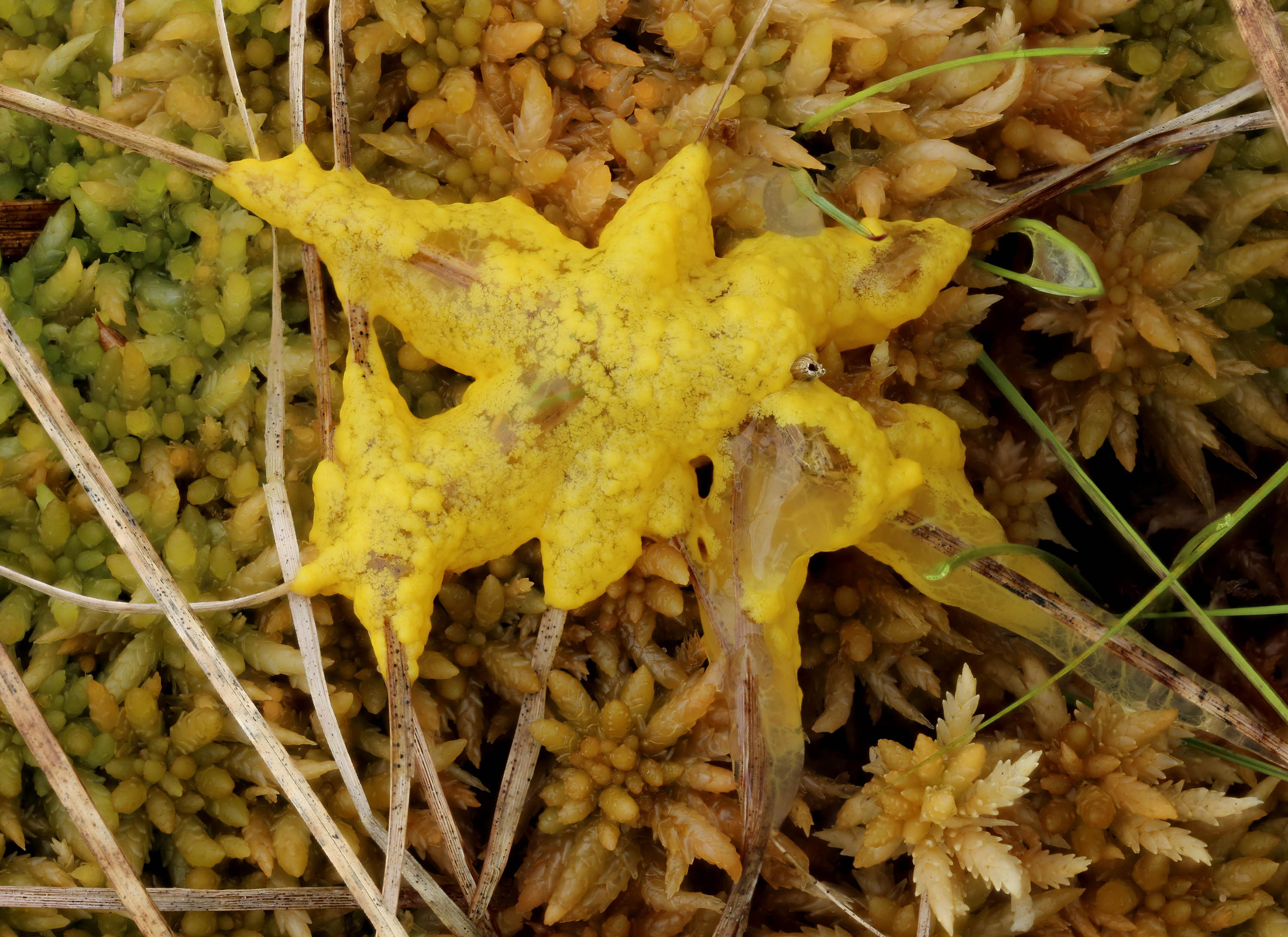
Badhamia lilacina
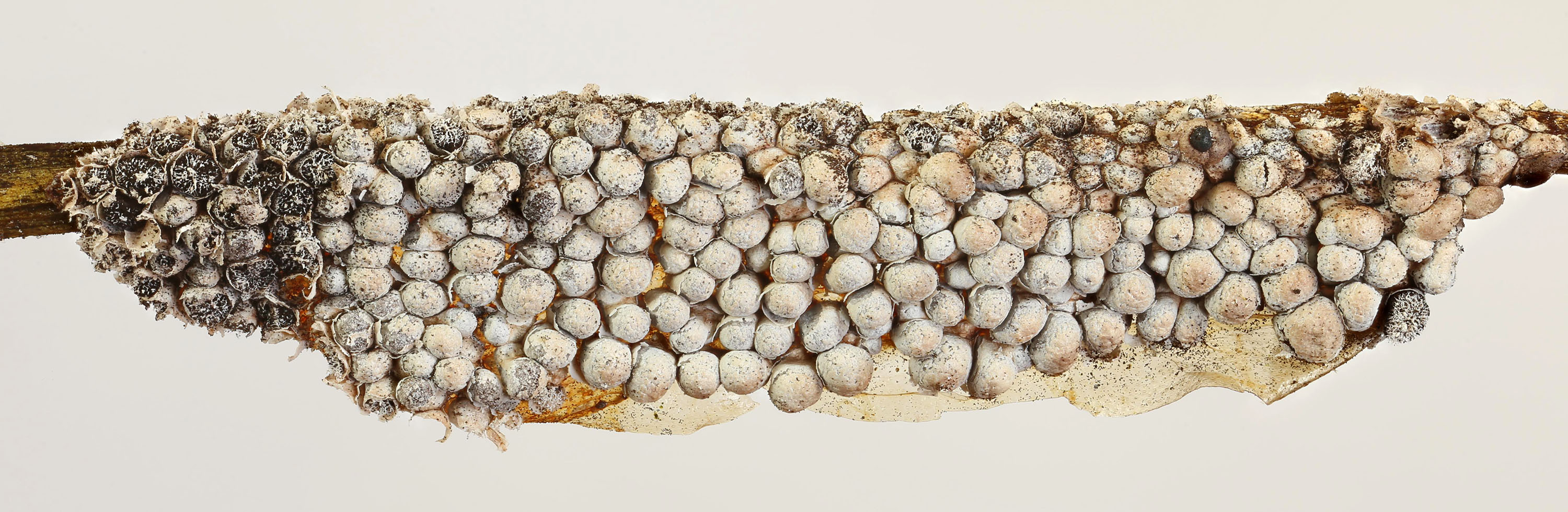
Badhamia lilacina